# Pristurus popovi
Espèce
Statut de conservation UICN

 LC  : Préoccupation mineure
Pristurus popovi est une espèce de geckos de la famille des Sphaerodactylidae.

## Répartition
Cette espèce se rencontre dans le sud-ouest de l'Arabie saoudite et dans le nord-ouest du Yémen.

## Publication originale
- Arnold, 1982 : Reptiles of Saudi Arabia. A new semaphore gecko (Pristurus: Gekkonidae) and a new dwarf snake (Eirenis: Colubridae) from southwestern Arabia. Fauna of Saudi Arabia, vol. 4, p. 468-477.